# Goldfinger (Lied)
Goldfinger ist das Titellied des gleichnamigen James-Bond-Films aus dem Jahre 1964. Das Stück wurde von John Barry komponiert, der Text stammt von Leslie Bricusse und Anthony Newley. Gesungen wird das Lied von Shirley Bassey.

## Entstehungsgeschichte

Shirley Bassey – Goldfinger

Die Filmserie James Bond 007 hatte mit der Premiere von James Bond – 007 jagt Dr. No am 5. Oktober 1962 begonnen und sich zu einem Kassenschlager entwickelt. Der dritte Bond-Film Goldfinger bildete die dramaturgische und musikalische Grundlage für die weiteren Filme der Reihe. John Barry arbeitete seit August 1963 an der Titelmelodie für diesen Bond-Film und spielte das Lied auf dem Klavier in der Wohnung, in zu dieser Zeit auch der Schauspieler Michael Caine wohnte, der im Film Zulu mitwirkte, für den John Barry ebenfalls die Musik komponieren sollte. Michael Caine war außer Barry somit der erste Mensch, der die Musik zu Goldfinger hörte.
Barry fragte Anthony Newley, ob er den Text schreiben könne. Da Newley als Komponist meist mit Texter Leslie Bricusse kooperierte, arbeiteten Newley und Bricusse nun als Texter für dieses Projekt zusammen. Leslie Bricusse war bereits ein Fan der Romanserie von Ian Fleming, als er den Auftrag erhielt, den Text für die Titelmelodie zum geplanten Film Goldfinger zu verfassen.
Die Dreharbeiten hatten am 20. Januar 1964 begonnen und waren bereits am 21. Juli 1964 beendet worden. Im Roman gab es eine Szene mit dem vollständig in Gold übermalten, auf dem Bett liegenden Bondgirl Jill Masterson. Diese Szene gab den Hinweis für die Textpassage „for a golden girl knows when he’s kissed her / its the kiss of death from Mr. Goldfinger“. Anthony Newley sang in der von John Barry dirigierten Aufnahmesession am 14. Mai 1964 eine textlich unfertige Demoaufnahme. Diese Version blieb bis 1992 unveröffentlicht, als eine Jubiläumsausgabe verschiedener James-Bond-Songs veröffentlicht wurde. Da die Melodie der Filmmusik von Moon River ähnelte, maskierte Barry seine Komposition mit einem aus drei Noten bestehenden Bläserriff.
John Barry schlug als Sängerin Shirley Bassey vor, die er im Dezember 1963 auf einer Tournee begleitet und mit der er damals eine kurze Beziehung hatte. Sie traf zum anberaumten Aufnahmetermin am 20. August 1964 in den Abbey Road Studios in London im dortigen Studio 1 ein. Produzent war George Martin. Der Song wurde in nur einem Take aufgenommen. Bassey wurde von einem Orchester begleitet, zu dem unter anderem auch der spätere Led-Zeppelin-Gründer Jimmy Page an der Gitarre zu hören ist. Insgesamt entstand eine bläserdominierte Aufnahme mit einer stimmgewaltigen Präsentation von Bassey. Filmproduzent Harry Saltzman lehnte das Lied zunächst ab, weil es nicht für das jugendliche Kinopublikum geeignet sei; doch akzeptierte er es letztlich, weil keine Zeit mehr für eine Neuproduktion blieb.

## Veröffentlichung und Erfolg
Der Film feierte seine Premiere am 17. September 1964 im Londoner Odeon Leicester Square. Nach Veröffentlichung der Single Goldfinger / Strange How Love Can Be (Columbia DB 7360) am 18. September 1964 gelangte sie in Großbritannien bis auf Rang 21 der Charts. In den USA entwickelten sich die Single und die Soundtrack-LP zu Millionensellern. Im Mai 1965 wurde Goldfinger mit einer Goldenen Schallplatte für mehr als eine Million verkaufter Singles ausgezeichnet. Die Single kletterte in den USA bis auf Rang 8, das Album belegte dort drei Wochen Platz eins. In Europa war das Lied in zahlreichen Charts in den Top Ten vertreten, so etwa im April 1965 mit Platz 8 in Deutschland. In Japan erreichte Goldfinger Platz eins der Single-Charts. Der Film, in dem das Lied sowohl im Vorspann als auch im Abspann vorkommt, spielte weltweit 124,9 Millionen US-Dollar ein.
In der 2004 veröffentlichten Liste AFI’s 100 Years … 100 Songs des American Film Institute zu den 100 bedeutendsten Liedern im amerikanischen Film wurde der Song auf Platz 53 gewählt.

## Coverversionen
Insgesamt gibt es mindestens 45 Coverversionen von der Titelmelodie zu Goldfinger. Komponist John Barry brachte als erster eine Instrumentalversion mit seinem Gitarristen Vic Flick heraus (Oktober 1964), es folgten Billy Strange mit einer ähnlich orchestrierten Instrumentalaufnahme (aufgenommen am 5. Oktober 1964), Santo & Johnny (November 1964) oder Sounds Incorporated (November 1966). Die Wise Guys (LP Haarige Zeiten; 1996), Chaka Khan (Oktober 2004) oder Leningrad Cowboys (LP Zombies Paradise; Juni 2006) brachten Vokalversionen heraus.
Das Titellied zum James-Bond-Film Lizenz zum Töten (Licence to Kill), das 1989 von Gladys Knight interpretiert wurde, enthielt wesentliche Elemente von Goldfinger, woraufhin die Autorenangaben von Licence to Kill entsprechend angepasst wurden. Bei der 85. Oscarverleihung im Februar 2013 wurde der Song zum 50-jährigen James-Bond-Jubiläum von Shirley Bassey auf der Bühne im Dolby Theatre in Los Angeles aufgeführt.
Der Song wurde in einer Instrumentalversion im Vorspann des Videospiels 007 Legends verwendet, das 2012 zum 50. Jubiläum der Filmreihe erschien.